# Liste der Komponisten/C

## Ca
- Roberto Caamaño (1923–1993)
- Michele Caballone (1692–1740)
- Juan Cabanilles (1644–1712)
- Antonio de Cabezón (1510–1566)
- Peter Cabus (1923–2000)
- Francesca Caccini (1587 bis um 1640)
- Giulio Caccini (um 1550–1618)
- Abraham Caceres (vor 1718 – nach 1738)
- Curt Cacioppo (* 1951)
- Charles Wakefield Cadman (1881–1946)
- Pasquale Cafaro (1715–1787)
- John Cage (1912–1992)
- Antonio Cagnoni (1828–1896)
- Lucien Cailliet (1891–1985)
- Gian Carlo Cailò (um 1659–1722)
- Louis de Caix d’Hervelois (1725–1752)
- Nicola Calandro  (um 1706 bis nach 1771)
- Bartolomé Calatayud (1882–1973)
- Elsa Calcagno (1910–1978)
- José Antonio Calcaño (1900–1978)
- Antonio Caldara (um 1670–1736)
- Vincenzo Calderara (18. Jahrhundert)
- Mary Elizabeth Caldwell (1909–2003)
- Arcangelo Califano (um 1700–1756)
- Leonhard von Call (1767–1815)
- Joseph Callaerts (1830–1901)
- Herbert Callhoff (1933–2016)
- Carlo Calvi (17. Jahrhundert)
- Gérard Calvi (1922–2015)
- Antoine Calvière (1695–1755)
- Sethus Calvisius (1556–1615)
- Robert Cambert (um 1628–1677)
- Giuseppe Maria Cambini (1746–1825)
- Placidus von Camerloher (1718–1782)
- Matthew Camidge (1764–1844)
- Charles Camilleri (1931–2009)
- Faustino Camisani (1772–1830)
- Gustavo E. Campa (1863–1934)
- Bartolomeo Campagnoli (1751–1827)
- José Luis Campana (* 1949)
- François Campion (1686–1747)
- Thomas Campion (1567–1620)
- Carlo Antonio Campioni (1720–1788)
- Conrado del Campo (1878–1953)
- Héctor Campos Parsi (1922–1998)
- André Campra (1660–1744)
- Sébastien Le Camus (um 1610–1677)
- Floriano Canale (vor 1675–1603)
- Manuel Canales (1747–1786)
- Giovanni Battista Canavasso (1713–1784)
- Joseph Candeille (1744–1827)
- Bruno Canino (* 1935)
- Cornelius Canis (um 1500–1561)
- Christian Cannabich (1731–1798)
- Philip Cannon (1929–2016)
- Joseph Canteloube (1879–1957)
- Giovanni Antonio Canuti (um 1680–1739)
- Josef Čapek (1825–1915)
- Daniel Capelletti (* 1958)
- Lucien Capet (1873–1928)
- Giovanni Maria Capelli (1648–1726)
- André Caplet (1878–1925)
- Filippo Capocci (1840–1911)
- Dumitru Capoianu (1929–2012)
- Francisco Caporale (um 1700–1746)
- Jean-Baptiste Cappus (1689–1751)
- Samuel Capricornus (1628–1665)
- Carlo Caprioli (um 1615 bis um 1673)
- Giovanni Paolo Caprioli (15??–1627)
- Nicolas Capron (um 1740–1784)
- Mario Capuana (um 1590 bis um 1649)
- Antonio Caputi (1753–1818)
- Antonio Capuzzi (1755–1818)
- Marco Cara (um 1475 bis nach 1525)
- Michele Carafa (1787–1872)
- Giovanni Stefano Carbonelli (1690–1772)
- Matteo Carcassi (1796–1853)
- Bartomeu Càrceres (im 16. Jahrhundert)
- Josep Carcoler (1698–1776)
- Cornelius Cardew (1936–1981)
- Jean-Baptiste Cardon (1760–1803)
- Jean-Guillain Cardon (1732–1788)
- Alejandro Cardona (* 1959)
- Jorge Cardoso (* 1949)
- Manuel Cardoso (1566–1650)
- Cristoforo Caresana (1640–1709)
- Giacomo Carissimi (1605–1674)
- Carmen Maria Cârneci (* 1957)
- Roberto Carnevale (* 1966)
- Don Ramon Carnicer (1789–1855)
- José Antonio Caro de Boesi (um 1740–1814)
- Firminus Caron (tätig um 1460 bis 1480)
- Pierre-Francisque Caroubel (1556–1611)
- Nicolas-Francisque Caroubel (1594 bis um 1657)
- Fabritio Caroso (* 1525/35; † 1605/20)
- John Alden Carpenter (1876–1951)
- Carpentras (um 1470–1548)
- Fiorenzo Carpi (1918–1997)
- Benjamin Carr (1768–1831)
- Edwin Carr (1926–2003)
- T. Patrick Carrabré (* 1958)
- Eurico Carrapatoso (1962)
- António Carreira (um 1520/30 bis 1587/97)
- Cayetano Carreño (1774–1836)
- Inocente Carreño (1919–2016)
- Teresa Carreño (1853–1917)
- Julián Carrillo (1875–1965)
- Adam Carse (1878–1958)
- Pietro Francesco Carubelli (1556–1611)
- Ferdinando Carulli (1770–1841)
- Luigi Caruso (1754–1823)
- Cristofaro Caresana (um 1640–1709)
- Antonio Casimir Cartellieri (1772–1807)
- Elliott Carter (1908–2012)
- Jean-Baptiste Cartier (1765–1841)
- Giuseppe Cartufo (1771–1851)
- Ferdinando Carulli (1770–1841)
- Dinorá de Carvalho (1905–1980)
- Robert Carver (1484–1568)
- John Carwarden (um 1636–1660)
- Francisco Casabona (1894–1979)
- Henri Casadesus (1879–1947)
- Marius Casadesus (1892–1981)
- Riccardo Casalaina (1881–1908)
- Pablo Casals (1876–1973)
- Luis Casas Romero (1882–1950)
- Gasparo Casati (um 1610 bis 1641)
- Girolamo Casati (um 1595 bis um 1654)
- José Cascante (1646–1702)
- Alfredo Casella (1883–1947)
- Enrique Mario Casella (1891–1948)
- Giovanni Maria Casini (1652–1719)
- Raffaele Casimiri (1880–1943)
- John Casken (* 1949)
- Lawrence Casserley (* 1941)
- Alfonso Castaldi (1874–1942)
- Bellerofonte Castaldi (1581–1649)
- Gonzalo Castellanos Yumar (1926–2020)
- Dario Castello (um 1590 bis um 1630)
- Mario Castelnuovo-Tedesco (1895–1968)
- Jacques Castérède (1926–2014)
- Niccolò Castiglioni (1932–1996)
- Jesús Castillo (1877–1946)
- Ricardo Castillo (1894–1966)
- Alexis de Castillon (1838–1873)
- Francisco José de Castro (um 1670– um 1730)
- Jean de Castro (um 1540 bis nach 1611)
- José María Castro (1892–1964)
- Juan José Castro (1895–1968)
- Ricardo Castro Herrera (1864–1907)
- Washington Castro (1909–2004)
- Daniele da Castrovillari (im 17. Jahrhundert)
- Pietro Castrucci (1679–1752)
- Prospero Castrucci (um 1690–1760)
- Maddalena Casulana Mezari (Mitte 16. Jahrhundert)
- Alfredo Catalani (1854–1893)
- Ottavio Catalani (um 1585–1645)
- Angelo Catelani (1811–1866)
- Giacomo Cattaneo (* vor 1700)
- Diomedes Cato (um 1560 bis 1618)
- Georgi Catoire (1861–1926)
- Ferruccio Cattelani (1867–1932)
- Nino Cattozzo (1886–1961)
- Alejandro García Caturla (1906–1940)
- Eduard Caudella (1841–1924)
- Eustache du Caurroy (1549–1609)
- Georges Caussade (1873–1936)
- Emilio de Cavalieri (um 1550–1602)
- Francesco Cavalli (1602–1676)
- Girolamo Cavazzoni (um 1506/12 bis nach 1577)
- Marco Antonio Cavazzoni (1480–1559)
- Catterino Cavos (1775–1840)
- Norman Cazden (1914–1980)
- Maurizio Cazzati (1616–1678)

## Ce
- Rodrigo de Ceballos (um 1530–1581)
- Dario Cebic
- Angelo Cecchini (um 1619–1639)
- Tomaso Cecchino (um 1580–1644)
- Carlo Cecere (1706–1761)
- Renata Cedeño Laya
- Ludvík Vítězslav Čelanský (1870–1931)
- Sergiu Celibidache (1912–1996)
- Cesare Giuseppe Celsi (1904–1986)
- Joseph Celli (* 1944)
- Diana Čemerytė (* 1974)
- Francesco Ceracchini (um 1748–1824)
- Josef Ceremuga (1930–2005)
- Joan Cererols (1618–1680)
- Giovanni Ceresini (1584 bis nach 1659)
- Jacques Cerf (1932–2019)
- Friedrich Cerha (1926–2023)
- Sebastiano Cherici (1647–1704)
- Bohuslav Matej Černohorský (1684–1742)
- Scipione Cerreto (um 1551–1633)
- Pierre Certon (um 1510–1572)
- Roque Ceruti (um 1683–1760)
- Jordi Cervelló (* 1935)
- Giacomo Cervetto (1682–1783)
- James Cervetto (1748–1837)
- Giovanni Martini Cesare (um 1590–1667)
- Carlo Francesco Cesarini (~1666–1741)
- Beniamino Cesi (1845–1907)
- Pietro Cesi (um 1630 bis um 1680)
- Antonio Cesti (1623–1669)

## Ch
- Emmanuel Chabrier (1841–1894)
- Paraschkew Chadschiew (1912–1992)
- George Chadwick (1854–1931)
- Jacques Chailley (1910–1999)
- Luciano Chailly (1920–2002)
- Layale Chaker (* 1990)
- Henri Challan (1910–1977)
- René Challan (1910–1978)
- Albert Chamberland (1886–1975)
- Jacques Champion de Chambonnières (um 1602 – 1672)
- Cécile Chaminade (1857–1944)
- Claude Champagne (1891–1965)
- Iwan Jewstafjewitsch Chandoschkin (1747–1804)
- Dsunduin Changal (1948–1996)
- Juri Chanon (* 1965)
- Ruperto Chapí y Lorente (1851–1909)
- Jehan Chardavoine (1450–1599)
- Gustave Charpentier (1860–1956)
- Jacques Charpentier (1933–2017)
- Marc-Antoine Charpentier (1643–1704)
- Nicolas-Joseph Chartrain (um 1740 – 1793)
- Aram Chatschaturjan (1903–1978)
- Karen Surenowitsch Chatschaturjan (1920–2011)
- Lambert Chaumont (um 1645 – 1712)
- Ernest Chausson (1855–1899)
- Roque Jacinto de Chavarría (1688–1719)
- Alexis Chauvet (1837–1871)
- François Chauvon (vor 1700–1740)
- Carlos Chávez Ramírez (1899–1978)
- Charles Chaynes (1925–2016)
- Esprit-Philippe Chédeville l’aîné/d. Ä. (1696–1762)
- Pierre Chédeville le cadet/d. J. (1694–1725)
- Nicolas Chédeville (1705–1782)
- Louis Chein (um 1637–1694)
- Hippolyte André Chelard (1789–1861)
- Hans Chemin-Petit (1864–1917)
- Hans Helmuth Chemin-Petit (1902–1981)
- Fortunato Chelleri (1690–1757)
- Gang Chen (* 1935)
- Brian Cherney (* 1942)
- André Chéron (1695–1766)
- Luigi Cherubini (1760–1842)
- Charles Chevalier (um 1570 bis um 1611)
- Raymond Chevreuille (1901–1976)
- Carlo Chiabrano (1723 – unbekannt)
- Gaetano Chiabrano (1725–1800)
- Pietro Chiarini (um 1717–1765)
- Melchiorre Chiesa (1740–1799)
- Thomas Chilcot (um 1707 – 1766)
- William Child (1606–1697)
- Un-suk Chin (* 1961)
- Giovanni Chinzer (* 1698; † unbekannt)
- Giuseppe Chinzer (18. Jahrhundert)
- Osvald Chlubna (1893–1971)
- Ludwig Roman Chmel (1877–1940)
- Alexander Cholminow (1925–2015)
- Frédéric Chopin (1810–1849)
- Wen-chung Chou (1923–2019)
- Tichon Chrennikow (1913–2007)
- Yojo Christen (* 1996)
- Henri Christiné (1867–1941)
- Jani Christou (1926–1970)
- Dimitâr Christov (1933–2017)
- Dobri Christov (1875–1941)
- Federico Chueca (1846–1908)
- Heinz Chur (* 1948)
- Andreas Chyliński (um 1590 – nach 1635)

## Ci
- Alessandro Della Ciaia (um 1605 bis um 1670)
- Vincenzo Legrenzio Ciampi (1719–1762)
- Cesare Ciardi (1818–1877)
- Johannes Ciconia (um 1335–1411)
- Antonio Cifra (1584–1629)
- Santos Cifuentes (1870–1932)
- Ján Cikker (1911–1989)
- Francesco Cilea (1866–1950)
- Johann Cilenšek (1913–1998)
- Andrea Cima (1580 bis nach 1627)
- Giovanni Battista Cima (1596–1654)
- Giovanni Paolo Cima (1570–1622)
- Tullio Cima (1595–1678)
- Domenico Cimarosa (1749–1801)
- Jānis Cimze (1814–1881)
- Ermenegildo Del Cinque (um 1690–1773)
- Ghenadie Ciobanu (* 1957)
- Maia Ciobanu (* 1952)
- Tudor Ciortea (1903–1982)
- Milo Cipra (1906–1985)
- Giovanni Battista Cirri (1724–1808)
- Ignazio Cirri (1711–1787)
- Michel Ciry (1919–2018)
- Mikalojus Konstantinas Čiurlionis (1875–1911)

## Cl
- Andreas Christoph Clamer (1633–1701)
- Louis Clapisson (1808–1866)
- Giovanni Carlo Clari (1677–1754)
- Hugh Archibald Clarke (1839–1927)
- Jeremiah Clarke (um 1673–1707)
- Rebecca Clarke (1886–1979)
- Ludo Claesen (* 1956)
- Jacobus Clemens non Papa (zwischen 1510/1515 bis um 1555)
- Charles-François Clément (1719–1789)
- Franz-Joseph Clement (1780–1842)
- Aldo Clementi (1925–2011)
- Muzio Clementi (1752–1832)
- Louis-Nicolas Clérambault (1676–1749)
- Alexandre-M. Clerk (1861–1932)
- Halfdan Cleve (1879–1951)
- Johannes de Cleve (um 1529–1582)
- Frederic Cliffe (1857–1931)
- Humphrey Clucas (* 1941)

## Co
- Albert Coates (1882–1953)
- Eric Coates (1886–1957)
- Gloria Coates (1938–2023)
- Johann Anton Coberg (1650–1708)
- Claudio Cocchi (um 1590 bis um 1632)
- Gioacchino Cocchi (1712–1796)
- Maria Rosa Coccia (1759–1833)
- Jacques Cochereau (um 1680–1734)
- Pierre Cochereau (1924–1984)
- Adrianus Petit Coclico (1499–1562)
- François Le Cocq (1675–1729)
- Manuel Rodrigues Coelho (um 1555–1635)
- Ruy Coelho (1889–1986)
- Louis Adolphe Coerne (1870–1922)
- Rosetter Gleason Cole (1866–1952)
- Samuel Coleridge-Taylor (1875–1912)
- François Colin de Blamont (1690–1760)
- Vincenzo Colla (1784–1861)
- Pascal Collasse (1649–1709)
- Henri Collet (1885–1951)
- Edward Joseph Collins (1889–1951)
- Giuseppe Colombi (1635–1694)
- Francesco Colombini (um 1600 bis um 1641)
- Francesca Colonna (um 1593–1665)
- Giovanni Paolo Colonna (1637–1695)
- Juan Bautista Comes (1568–1642)
- Liviu Comes (1918–2004)
- Gaudenzio Comi (1749 bis um 1790)
- Édouard Commette (1883–1967)
- Giovanni Battista Comparini (um 1611–1659)
- Loyset Compère (um 1450–1518)
- Franz Comploi (* 1954)
- Graziella Concas (* 1970)
- Giulio Confalonieri (1896–1972)
- Giovanni Battista Conforti (um 1560–nach 1607)
- Nicola Conforto (1718 bis nach 1793)
- Zez Confrey (1895–1971)
- Guillaume Connesson (* 1970)
- Justin Connolly (1933–2020)
- August Conradi (1821–1873)
- Johan Gottfried Conradi (1820–1896)
- Johann Georg Conradi (1645–1699)
- Marius Constant (1925–2004)
- Dan Constantinescu (1931–1993)
- Paul Constantinescu (1909–1963)
- Fabio Costantini (um 1575 bis nach 1644)
- Alexis Contant (1858–1918)
- Francesco Bartolomeo Conti (1681–1732)
- Giacomo Conti (1754–1805)
- Ignazio Maria Conti (1699–1759)
- Nicola Conti  (um 1733–1754)
- Giovanni Contino (1513–1574)
- José Rozo Contreras (1894–1976)
- Salvador Contreras (1910–1982)
- Frederick Shepherd Converse (1871–1940)
- Arnold Cooke (1906–2005)
- Paul Cooper (1926–1996)
- John Coperario (um 1575–1626)
- Aaron Copland (1900–1990)
- Filippo Coppola (1628–1680)
- Pietro Antonio Coppola (1793–1876)
- Arthur Coquard (1846–1910)
- Sidney Corbett (* 1960)
- Francesco Corbetta (um 1615–1681)
- Frank Corcoran (* 1944)
- Bartolomeo Cordans (1698–1757)
- Frederick Corder (1852–1932)
- Paul Corder (1879–1942)
- Roque Cordero (1917–2008)
- Baude Cordier (um 1380–vor 1440)
- Jacques Cordier dit Bocan (um 1580–1653)
- Arcangelo Corelli (1653–1713)
- Jacopo Corfini (um 1540–1591)
- Azio Corghi (1937–2022)
- John Corigliano (* 1938)
- Giovanni Corini (1805–1865)
- William Corkine (um 1600–um 1629)
- Carlo Cormier (17. Jahrhundert)
- Peter Cornelius (1824–1874)
- John Henry Cornell (1828–1894)
- Pieter Cornet (um 1562–1633)
- Séverin Cornet (um 1530–1582)
- Christoph Cornett (1580–1635)
- William Cornysh (um 1468–1523)
- Francesco Corradini (1690/1692–1769)
- Niccolò Corradini (um 1585–1646)
- Francisco Correa de Arauxo (1584–1654)
- Gaspard Corrette (1671–1733)
- Michel Corrette (1707–1795)
- Sophia Corri (1775–nach 1828)
- Hans Martin Corrinth (1941–2022)
- Francesco Corselli (um 1702–1778)
- Giuseppe Corsi († nach 1690)
- Jacopo Corsi (1561–1602)
- Francesco Corteccia (1502–1571)
- Camillo Cortellini (um 1560–1630)
- Nicola Cosimi (1667–1717)
- François Cosset (um 1610 bis um 1673)
- Carlo Donato Cossoni (1623–1700)
- Francesco Antonio Costa (um 1580 bis um 1626)
- Giovanni Marco Costa (um 1585 bis um 1656)
- Alessandro Costantini (um 1580–1657)
- Giovanni Battista Costanzi (1704–1778)
- Napoléon Coste (1805–1883)
- Guillaume Costeley (um 1531–1606)
- Alfred Cottin (1863–1923)
- Micheline Coulombe Saint-Marcoux (1938–1985)
- Armand-Louis Couperin (1727–1789)
- François Couperin (1668–1733)
- Louis Couperin (um 1626–1661)
- Philippe Courbois (vor 1705 bis nach 1730)
- Raphael Courteville (um 1670 bis um 1735)
- Walter Courvoisier (1875–1931)
- Ambrosio Cotes (um 1550–1603)
- Carlo Cotumacci (1709–1782)
- Henry Cowell (1897–1965)
- Frederic Hymen Cowen (1852–1935)
- Edward Cowie (* 1943)

## Cr
- Johann Baptist Cramer (1771–1858)
- Jean Cras (1879–1932)
- C. Crassini  (1561–1632)
- Ruth Crawford Seeger (1901–1953)
- Thomas James Crawford (1877–1955)
- Thomas Crécquillon (um 1505 – 1557)
- Johann Christian Credius (1681–1741)
- Giovanni Maria da Crema (um 1520 – um 1550)
- Pierre Crémont (1784–1846)
- Girolamo Crescentini (1762–1846)
- Paul Creston (1906–1985)
- Giovanni Croce (1557–1609)
- Antonio Croci (um 1610 – nach 1642)
- Henri-Jacques de Croes (1705–1786)
- William Croft (1678–1727)
- John Crosdill (1751–1825)
- Gordon Crosse (1937–2021)
- William Crotch (1775–1847)
- Arcangelo Crotti (vor 1580 – 1606)
- Robert Jamieson Crow (* 1956)
- Johann Crüger (1598–1662)
- George Crumb (1929–2022)
- Bernhard Crusell (1775–1838)
- Carlos Cruz de Castro (* 1941)

## Cs
- Antal Csermák (1774–1822)

## Cu
- Dimitrie Cuclin (1885–1978)
- César Cui (1835–1918)
- François Cupis le jeune (1732–1808)
- Jean-Baptiste Cupis de Camargo (1711–1788)
- Jean-Baptiste Cupis (le cadet) (* 1741)
- Alberto Curci (1886–1973)
- Henrique de Curitiba (1934–2008)
- Curtis Curtis-Smith (1941–2014)
- Francis Cutting (um 1550–1595/1596)
- Jean Cuvelier (Werke bekannt aus den Jahren 1372–1387)

## Cz
- Georg Czarth (1708–1778)
- Carl Czerny (1791–1857)
- Alfons Czibulka (1842–1894)
- Henryk Czyż (1923–2003)